# Ine av Wessex
Ine av Wessex, död 726, var en engelsk monark. Han var kung av Wessex 688–726. 